# Naturschutzgebiet Seewald
Das Naturschutzgebiet Seewald liegt auf dem Gebiet der Gemeinde Grünewalde im Landkreis Oberspreewald-Lausitz in Brandenburg.
Das Gebiet mit der Kenn-Nummer 1372 wurde mit Verordnungen vom 26. März 1981 und vom 1. Juli 2007 unter Naturschutz gestellt. Das rund 265,6 ha große Naturschutzgebiet mit dem Seewaldsee erstreckt sich südwestlich des Kernortes Grünewalde. Am nördlichen Rand grenzt der Grünewalder Lauch, ein etwa 100 Hektar großer See, an das Gebiet. Östlich verläuft die Landesstraße L 63, südlich verläuft die B 169 und fließt die Schwarze Elster.